# بوریابافی
بوریابافی از نی و علف، صنعتی است که حتی از صنعت پارچه‌بافی هم کهن‌تر است. نمونه‌هایی از بوریای بافته‌شده در عراق پیدا شده‌است که متعلق به ۵۰۰۰ سال پیش از میلاد مسیح است. بوریا در ایران در ساختن سقف خانه‌های گلی به کار می‌رود.
بوریا همواره به عنوان یکی از مهم‌ترین صنایع دستی اهواز و جنوب کشور شناخته می‌شود. این هنر به عنوان یکی از ۲۷ میراث فرهنگی و معنوی می‌باشد که به نام کشور عزیزمان ایران در یونسکو ثبت شده‌است. دلیل اصلی که باعث شده این هنر به عنوان یکی از هنرهای ثبت شده ایرانی شناخته شود، قدمت طولانی و دور و دراز آن و همچنین کارایی منحصر به فرد این محصول است. پیشینه اصلی این هنر مربوط به شهرستان زرقان می‌باشد؛ یعنی به واسطه تحقیقات در رابطه با بوریا بافی زرقان بود که این هنر در یونسکو ثبت شد. طبق تحقیقات انجام شده بوریا به عنوان اولین زیراندازی شناخته می‌شود که توسط بشر گذشته مورد استفاده قرار گرفته و زندگی را برای آن‌ها راحت‌تر کرده‌است. طراحی و بافت این محصول در استان‌های متفاوتی در کشور ما مانند استان‌های فارس و هرمزگان، سیستان و بلوچستان، خوزستان، و همچنین استان‌های شمالی مانند گلستان، گیلان، مازندران و … کاربرد داشته‌است.
بوریا بافی شهرستان زرقان یکی از ۲۷ میراث فرهنگی و معنوی ثبت شده ایران در سازمان یونسکو است. قدمت ساخت بوریا و حصیر در شهرستان زرقان ۸۰۰۰ سال می‌باشد.

## مراحل کار

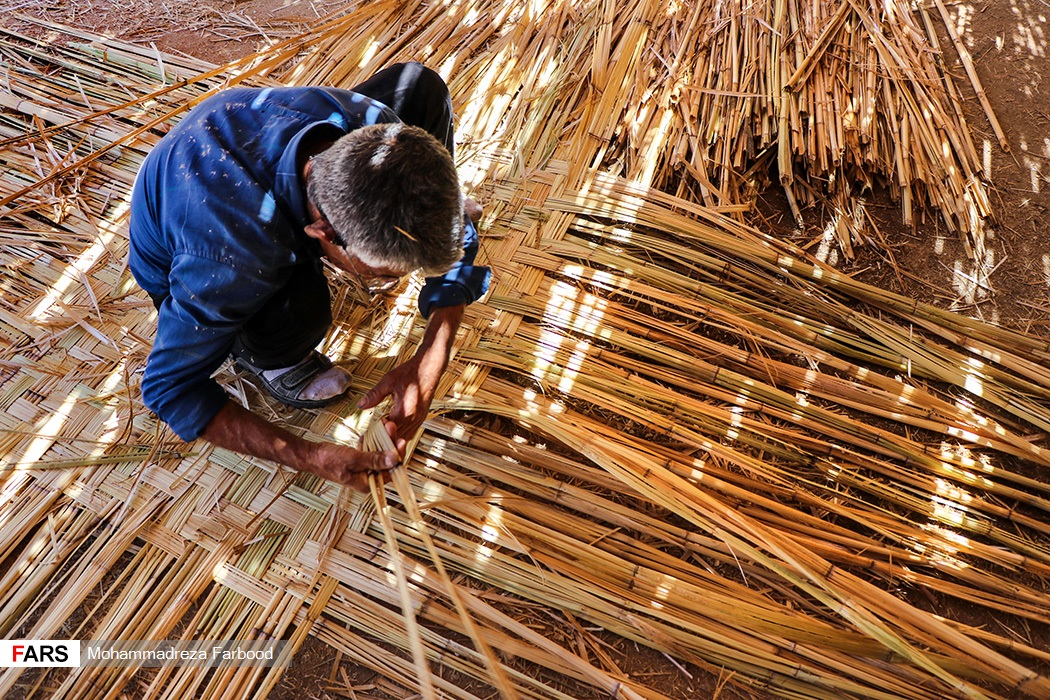
بوریابافی در زرقان، فارس، ایران

1. در بوریابافی نخستین کار تمیز کردن ساقه است یعنی با داس نی شکاف تیز، ریشه و سر نی را می‌زنند.
2. سپس آب روی آن می‌ریزند تا نرم شود.
3. بوریاباف سپس با نی‌کوب ساقه‌ها را می‌کوبد و تخت می‌کند. تا خیزران و نی هندی شکافته شود.
4. بوریاباف بر روی زمین نشسته و تعدادی ساقه‌های شکافته و تخت شده را در کنار هم می‌چیند و یک پود خیزران یا نی را با زاویهٔ قائمه می‌بافد و از یک نوع بافت جناغی استفاده می‌کند یا به قول خودشان «دو تا می‌گیریم و دو تا ول می‌کنیم.» تهٔ ساقهٔ پود بافته شده را پیچ می‌دهند تا اینکه لبه‌های آن محکم باشد.

اندازه‌های حصیرها در حدود ۴ در ۸ متر است. آنها را لوله کرده و به کسانی که ساختمان می‌سازند، می‌فروشند. مرکز معروف این صنعت زرقان نزدیک شیراز است و نی‌ها را از باتلاق‌های اطراف رودخانه پلوار به دست آورده می‌شود.

## نگارخانه

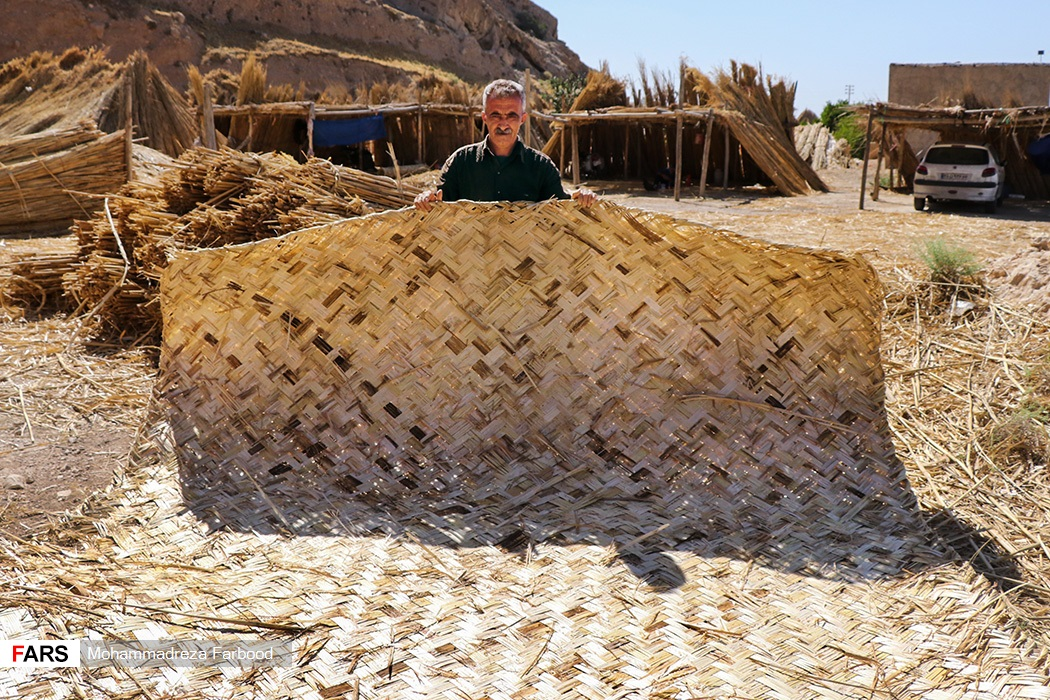
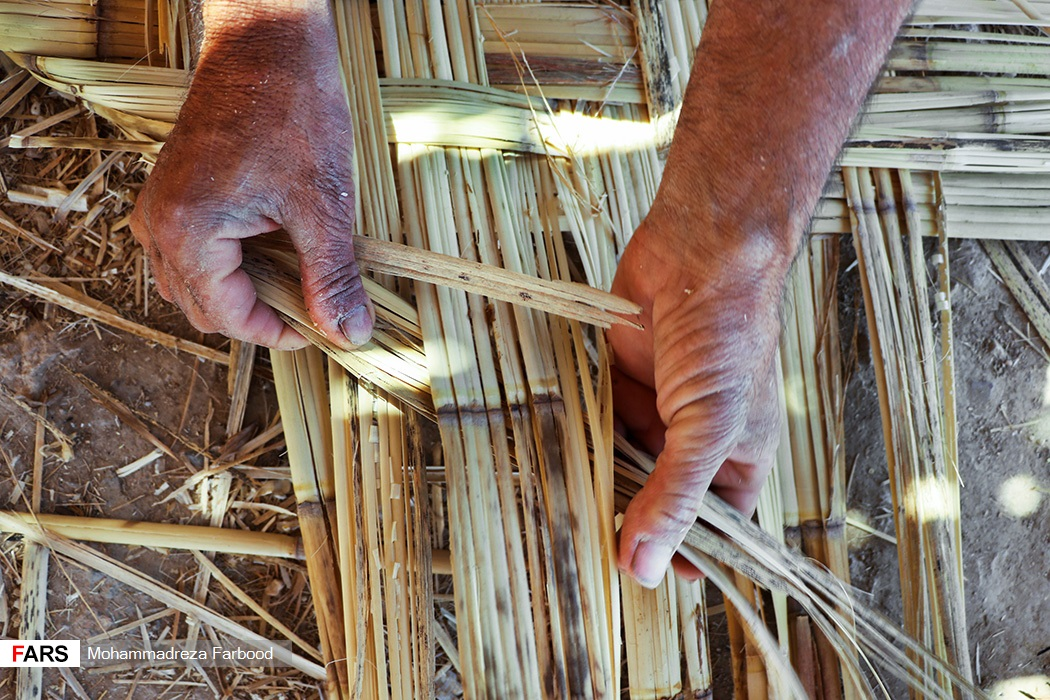
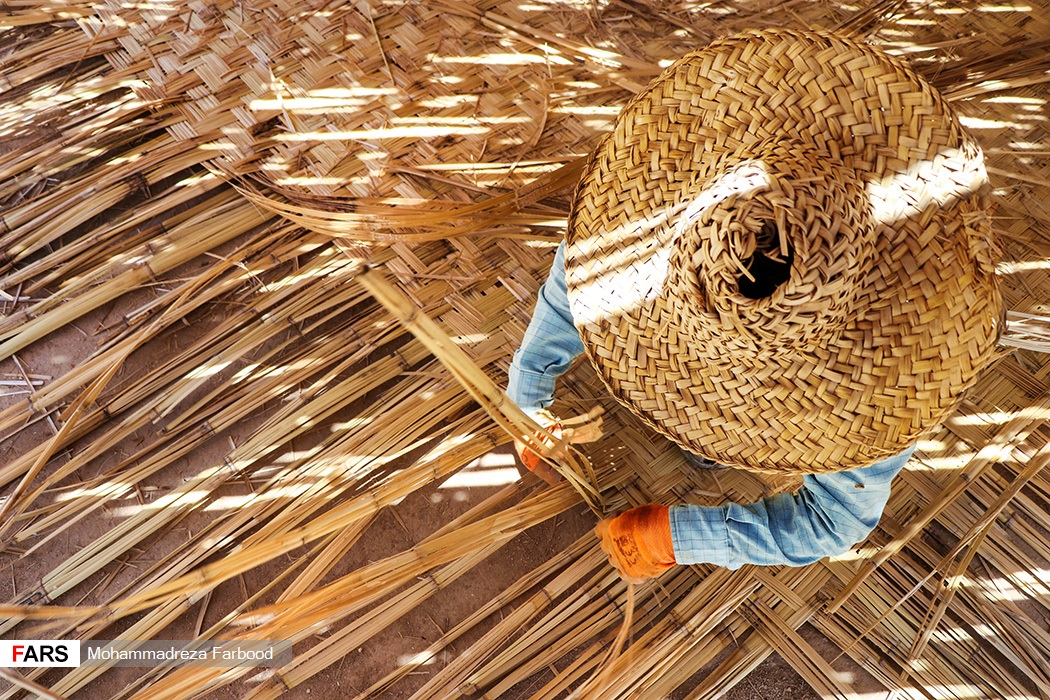
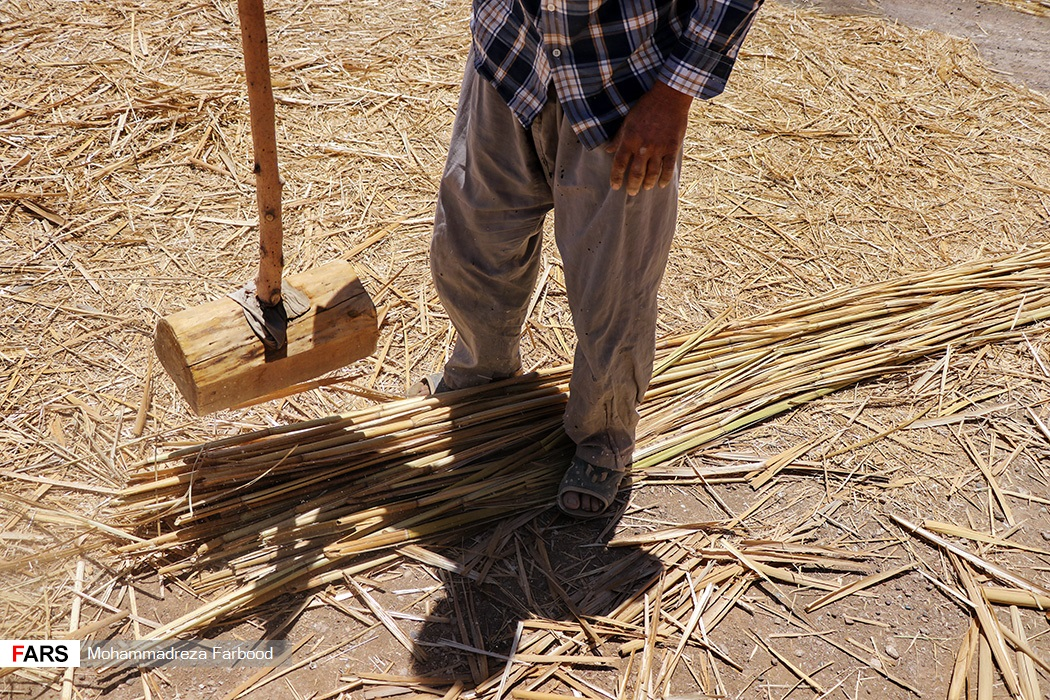
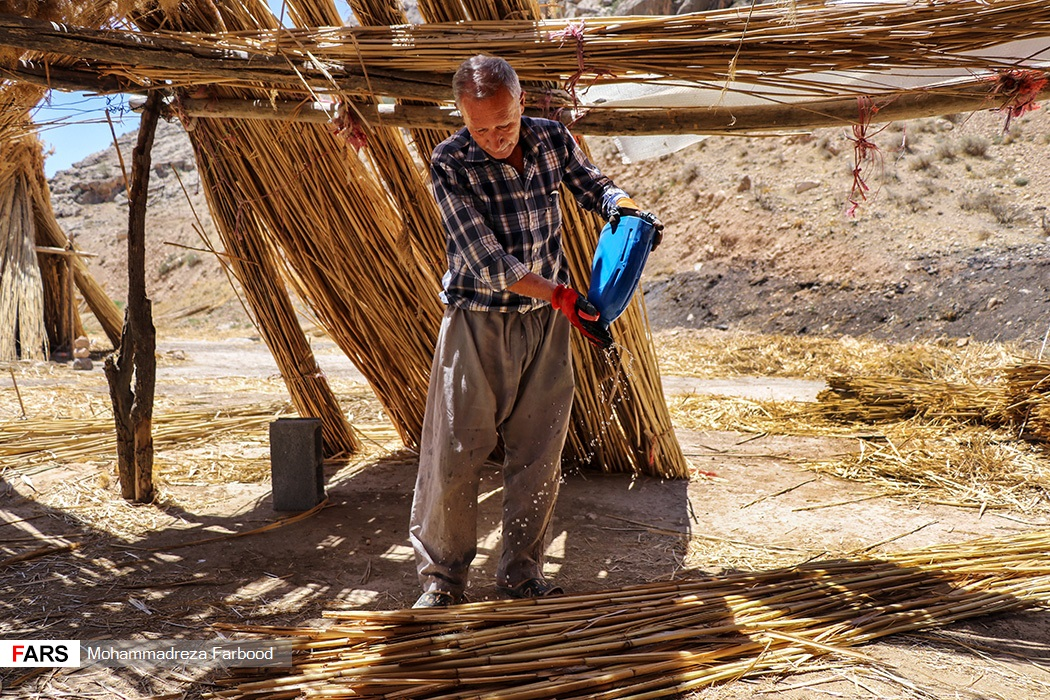
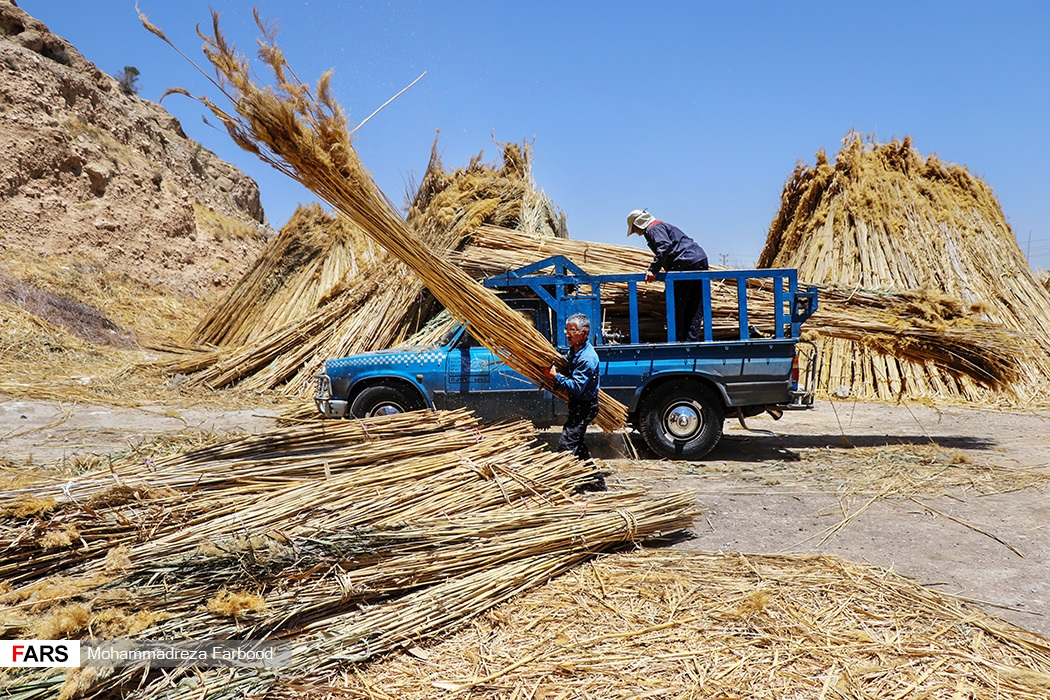
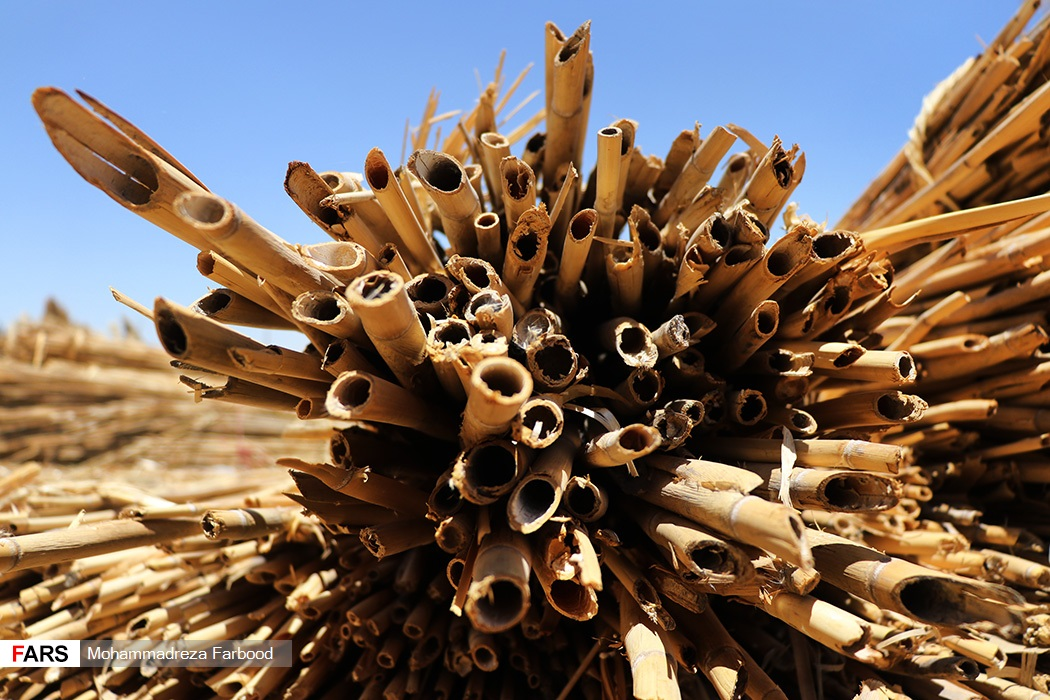
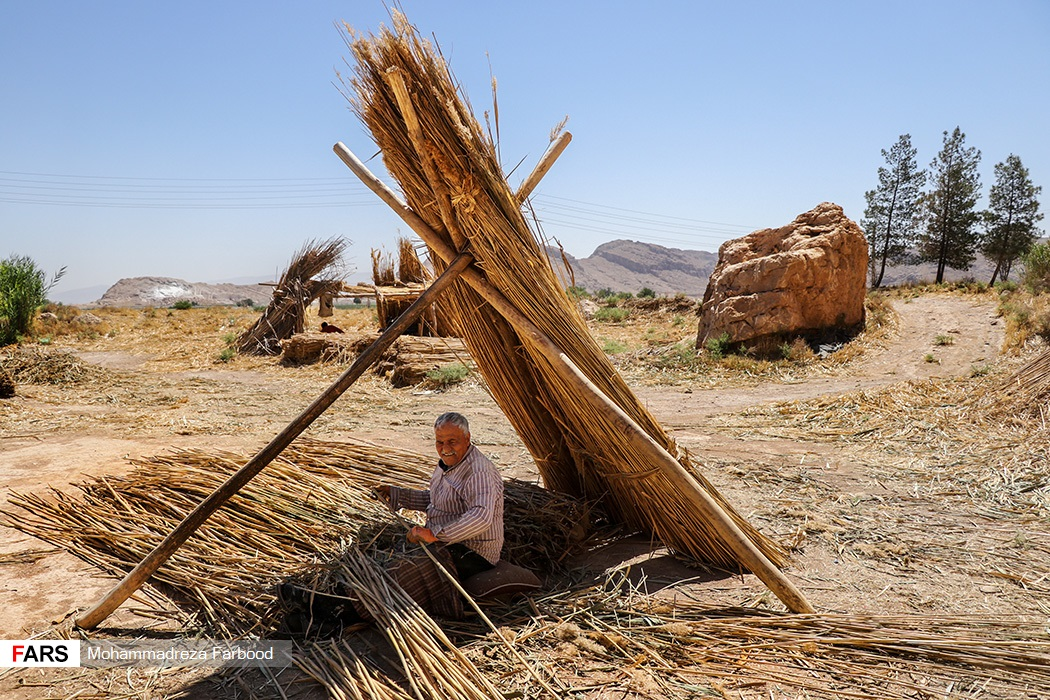
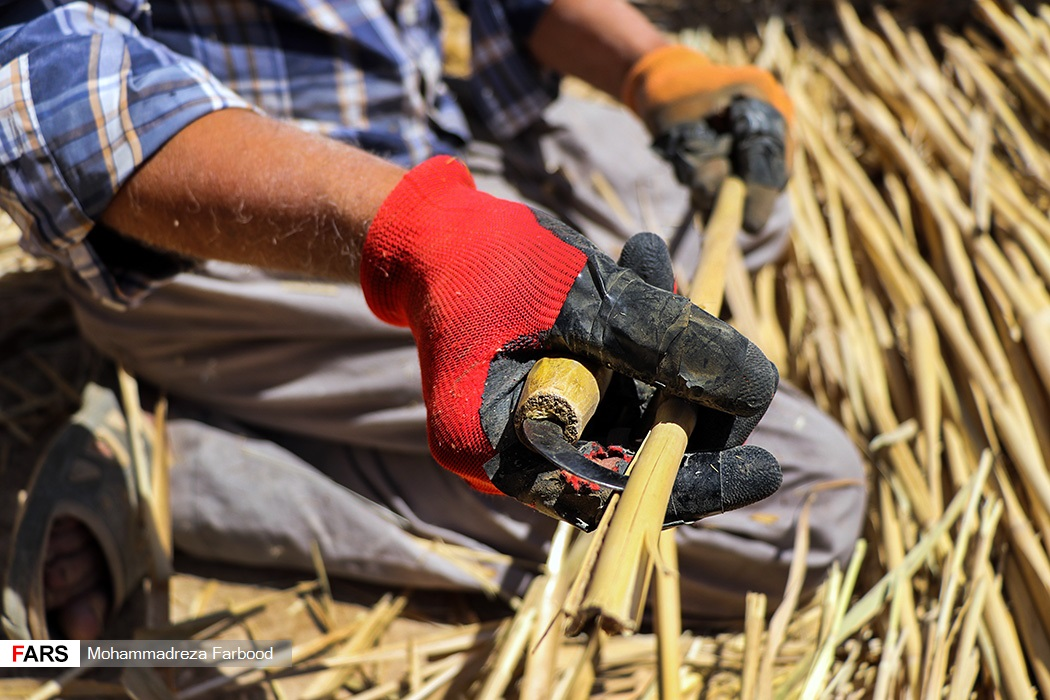